# Awtomobilist Jekaterynburg
Awtomobilist Jekaterynburg (ros. Автомобилист Екатеринбург) – rosyjski klub hokeja na lodzie z siedzibą w Jekaterynburgu.

## Historia
Dotychczasowe nazwy klubów z miasta
- Spartak Swierdłowsk (1950–1967)
- Awtomobilist Swierdłowsk (1967–1992)
- Awtomobilist Jekaterynburg (1992–1997)
- Spartak Jekaterynburg (1997–1998)
- Dinamo-Eniergija Jekaterynburg (1998–2006)
- Awtomobilist Jekaterynburg (2006-)

Klub został założony w 2006 roku i jest nieoficjalnym kontynuatorem Dinamo-Eniergija Jekaterynburg (został rozwiązany w 2007 roku). Awtomobilist występuje w Kontynentalnej Lidze Hokejowej (KHL) od drugiego sezonu tych rozgrywek 2009/2010 po tym, jak zajął w nich miejsce drużyny Chimika Woskriesiensk, która z powodu finansowych wycofała się z rozgrywek. W tymże sezonie zespół został sklasyfikowany na 16. miejscu w rozgrywkach. W kolejnej edycji 2010/2011 klub sklasyfikowano na 20. miejscu. W sezonie KHL (2011/2012) klub ponownie nie zdołał awansować do fazy play-off i został sklasyfikowany na 22. miejscu w całej lidze (na 23 drużyny). Szkoleniowcem w tym sezonie był Andriej Martiemianow. Od czerwca 2012 nowym trenerem został Andriej Szajanow. Po nieudanym początku sezonu 2012/2013 w październiku 2012 roku zastąpił go Igor Ułanow, jednak klub pozostawał najsłabszą drużyną w rozgrywkach. Zespół ponownie okazał się najsłabszy w lidze, tym razem wśród 26 drużyn. W lutym 2013 roku sponsorem klubu został koncert TNK-BP, trzeci największe przedsiębiorstwo naftowe w Rosji. Wówczas nastąpiła zmiana na stanowiska prezesa klubu, Michaiła Papunina zastąpił Aleksiej Bobrow. Pu rundzie zasadniczej drużyna dotarła do finału Pucharu Nadziei. W marcu 2013 roku zdecydowano także, że od 1 maja 2013 roku nowym trenerem będzie Anatolij Jemielin wraz z nowym sztabem szkoleniowym. W kwietniu 2015 menedżerem generalnym został Oleg Gross, zastępując na tej funkcji Leonida Wajsfelda. Pod koniec kwietnia 2015 trenerem został Andriej Razin. W trakcie sezonu KHL (2015/2016) pod koniec grudnia 2015 drużyna Awtomobilistu wystąpiła w turnieju o Puchar Spenglera 2015, docierając do półfinału.
Od listopada 2016 do marca 2018 trenerem drużyny był Władimir Krikunow. Do jego sztabu w listopadzie 2016 weszli Aleksiej Wołkow i Nikołaj Zawaruchin. Od maja 2018 do kwietnia 2020 drużynę trenował Andriej Martiemjanow. W kwietniu 2020 nowym szkoleniowcem został Bill Peters. W maju 2019 do sztabu dołączyli jako trener obrońców Andriej Sokołow i jako trener bramkarzy Konstantin Własow. Od połowy 2018 do kwietnia 2020 asystentem w sztabie był Konstantin Szafranow. W październiku 2019 ze sztabu odszedł Sokołow; wówczas przy szkoleniowcu Martiemianow w sztabie byli Konstantin Szafranow, Jewgienij Szaldybin i Konstantin Własow. W kwietniu 2020 głównym trenerem został Kanadyjczyk Bill Peters. Od maja 2021 do sztabu wszedł Nikołaj Zawaruchin, który na koniec listopada 2021 został mianowany głównym trenerem. W maju 2022 do jego sztabu weszli Władimir Worobjow, Oleg Oriechowski i Andriej Miezin.
Klubem farmerskim został Sputnik Niżny Tagił występujący w WHL. Potem tę rolę przejął Gorniak Uczały, w 2021 przemianowany na Gorniak-UGMK i przeniesiony do miejscowości Wierchniaja Pyszma.
Drużyną juniorską jest Awto Jekaterynburg występująca w MHL.
Na początku 2025 oddano do użytku nową halę UGMK, która ma zastąpić obiekt KKR Uralec.

## Osiągnięcia
- Pierwsze miejsce w Turnieju Barbórkowym: 1974[31]
- Pierwsze miejsce w Dywizji Charłamowa w sezonie zasadniczym KHL: 2019
- Pierwsze miejsce w Konferencji Zachód w sezonie zasadniczym KHL: 2019
- Brązowy medal mistrzostw Rosji: 2024

## Kadra w sezonie2020/2021
| Bramkarze: - Władimir Gałkin - Władisław Gross - Jakub Kovář Obrońcy: - Zachar Arzamascew - Maksim Bieriezin - Dienis Bodrow - Chay Genoway - Władisław Leontjew - Michaił Mamkin - Aleksandr Siewostianow - Nikita Triamkin - Aleksiej Wasilewski - Siergiej Zborowski |  | Napastnicy: - Gieorgij Biełousow - Stanisław Boczarow - Pawieł Daciuk - Anatolij Gołyszew - Peter Holland - Stiepan Chripunow - Pawieł Kulikow - Wiaczesław Litowczenkow - Brooks Macek - Aleksiej Makiejew - Michaił Nazarow - Ilja Owczinnikow - Aleksandr Protapowicz - Dan Sexton |